# 東洋巨星介
東洋巨星介（学名：Macrocypris yolii）为巨星介科巨星介屬下的一个种。